# 埃德·斯塔福德
爱德华·詹姆斯·斯塔福德（英語：Edward James Stafford，1975年12月26日—），常被稱為埃德·斯塔福德（Ed Stafford）、德爺（中國大陸網友以此稱呼），英國探險家。
2010年8月9日，他成為徒步走完亞馬遜河全程的第一人。其徒步過程被拍攝為紀錄片《徒步亚马逊》於2011年在英國第五台播出。2011年，這項紀錄被收錄於《金氏世界紀錄》中。同年，皇家蘇格蘭地理學會授予他蒙戈·帕克獎。
全新節目《决胜荒野之华夏秘境》，首播暫定為2020年2月於bilibili播映。

## 早期的生活和教育
斯塔福德生於英格蘭劍橋郡彼得伯勒，並在萊斯特郡成長。他由萊斯特郡的律師芭芭拉（Barbara）和杰里米·斯塔福德（Jeremy Stafford）夫妇收養。他在阿賓漢姆受過教育，並且是萊斯特郡的幼童軍和英國童軍總會成員。斯塔福德於1997年畢業於紐卡斯爾大學，獲得地理學學士學位。

## 節目
- 《徒步亚马逊》－2011
- 《只身在荒岛60天》－2013
- 《单挑荒野第一季》－2013
- 《单挑荒野第二季》－2014
- 《單挑神秘地表》－2015
- 《单挑荒野絕境》－2016
- 《街道流浪60天》－2019
- 《挑战求生高手》－2019
- 《單挑荒野一家》－2019
- 《决胜荒野之华夏秘境/挑戰求生高手第二季》

## 外部連結
- 官方网站
- 埃德·斯塔福德在互联网电影资料库（IMDb）上的資料（英文）
- 埃德·斯塔福德的哔哩哔哩个人空间